# 垭口乡
垭口乡，是中华人民共和国四川省南充市阆中市曾经下辖的一个乡。2019年10月，撤销裕华镇和垭口乡，将其所属行政区域划归江南街道管辖。

## 行政区划
垭口乡撤销前下辖以下地区：
观牧寺村、庙垭村、三合村、陈垭村、望水村、涧溪口村和神隍垭村。